# شکست در اجرا
شکست در اجرا (انگلیسی: Failure to Launch) فیلمی در ژانر کمدی رمانتیک به کارگردانی تام دی است که در سال ۲۰۰۶ منتشر شد.

## داستان
«تریپ» (متیو مک‌کانهی)، مرد سی و پنج ساله‌ای است که هنوز با پدر (تری بردشا) و مادرش (کتی بیتس) زندگی می‌کند و خیال هم ندارد آن دو را ترک کند. ترفندش هم این است که وقتی نامزد می‌گیرد و نامزدی اش جدی می‌شود، او را برای معرفی به پدر و مادرش به خانه می‌برد و در پی واکنش منفی آن دو، نامزدی را بهم می‌زند.

## بازیگران
- متیو مک‌کانهی
- سارا جسیکا پارکر
- زویی دشانل
- کتی بیتس
- جاستین بارتا
- بردلی کوپر
- تری بردشا
- کاترین وینیک
- راب کوردری
- آبری دالر
- پتن اسوالت
- تایلر جیمز ویلیامز
- آدام آلکسی-ماله